# هالیدزور
هالیدزور (به ارمنی: Հալիձոր) یک سکونتگاه مسکونی در ارمنستان است که در استان سیونیک واقع شده‌است. در ۶۲ کیلومتری  کاپان، مرکز استان سیونیک واقع شده‌است.

## خصوصیات
هالیدزور ۵۵۱ نفر جمعیت دارد و در ارتفاع متر بالاتر از سطح دریا قرار گرفته‌است.

## جاذبه‌های تاریخی

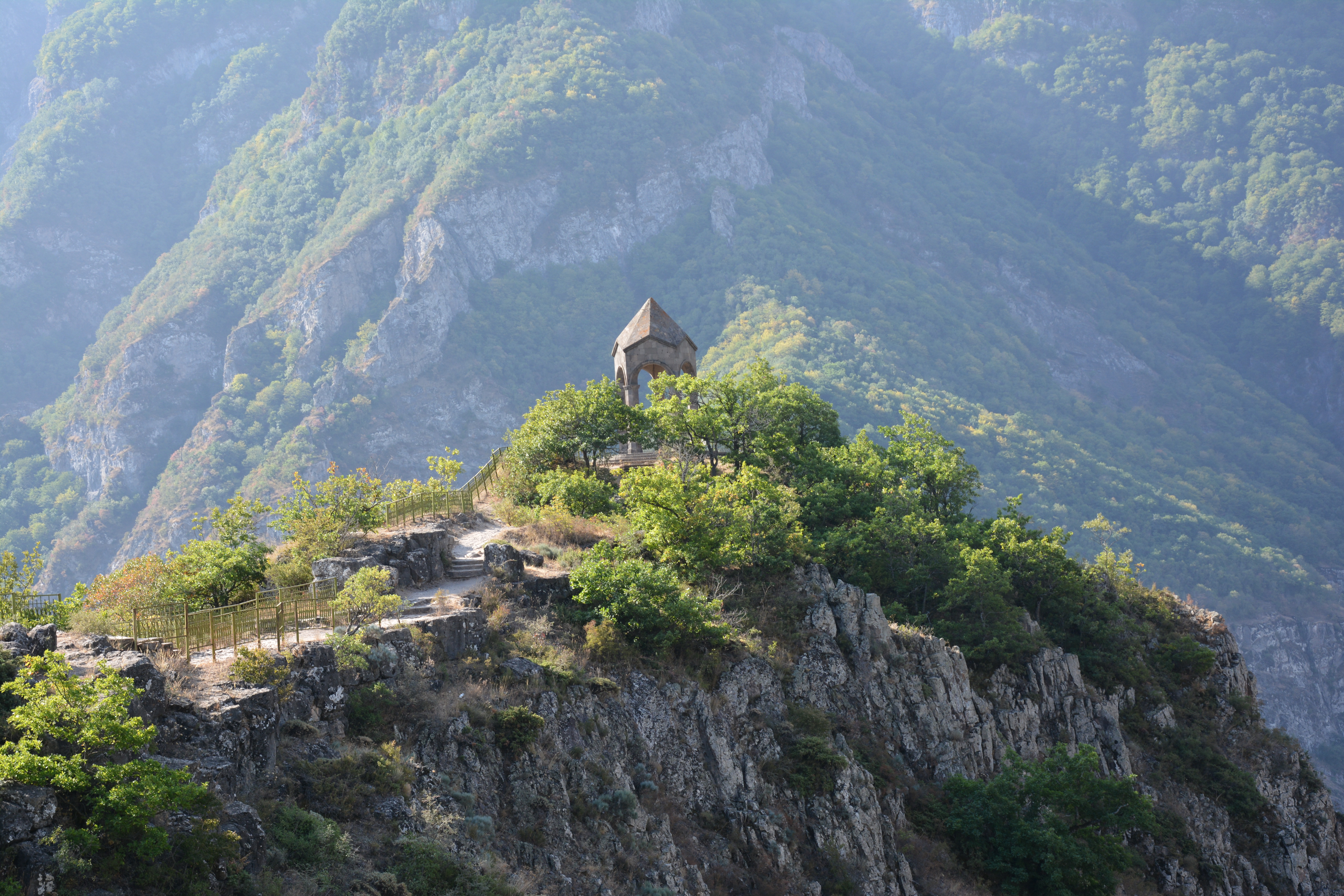
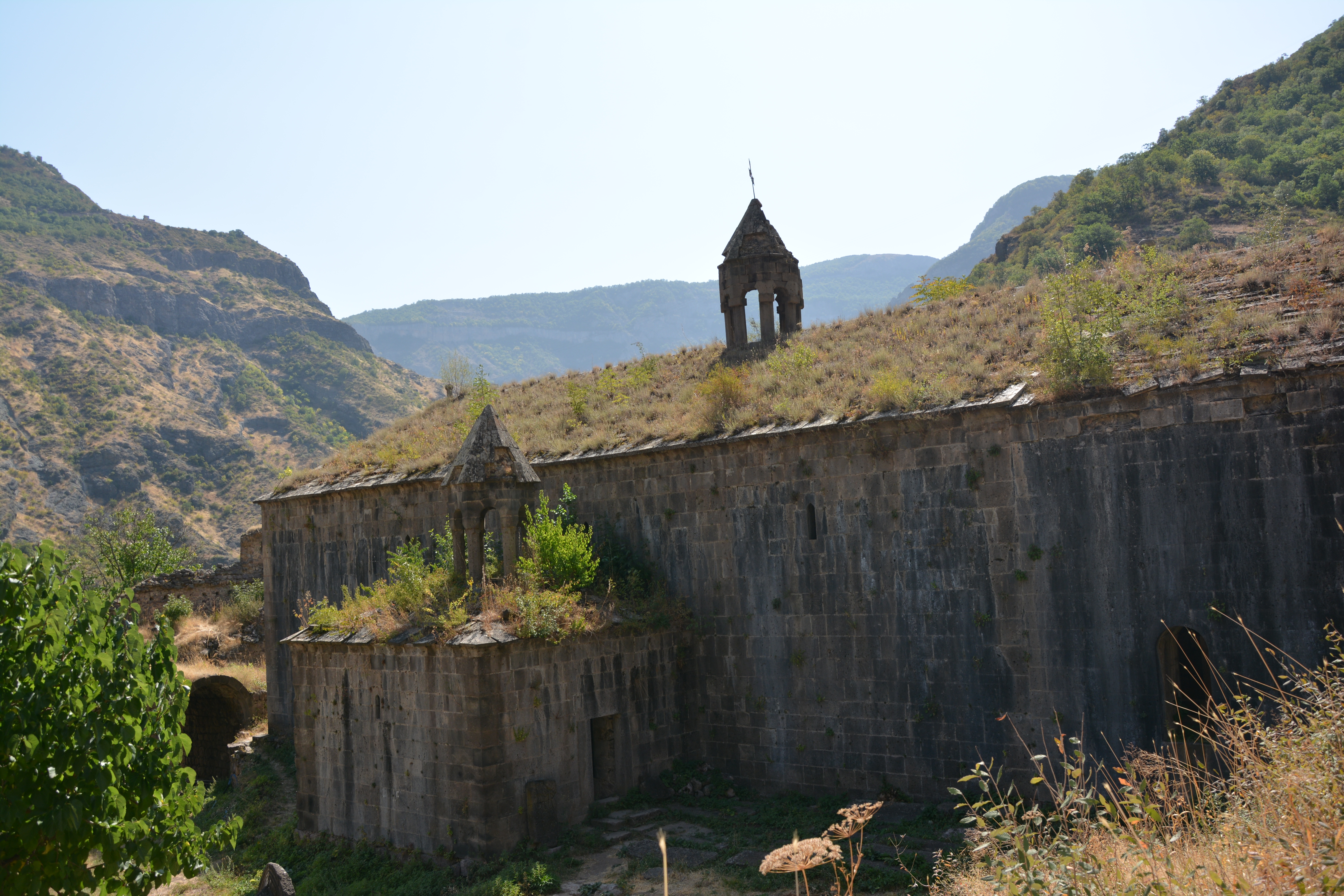
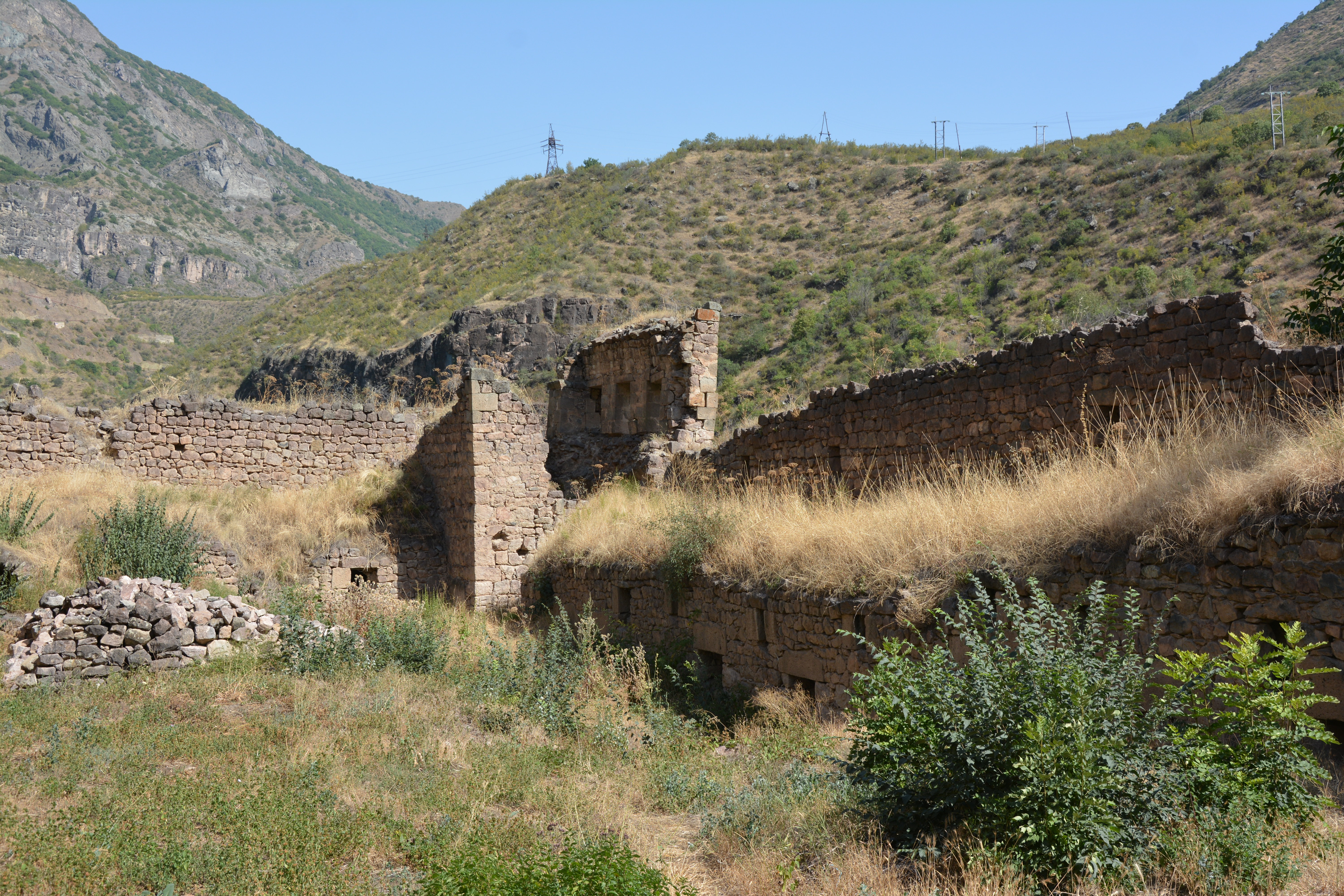
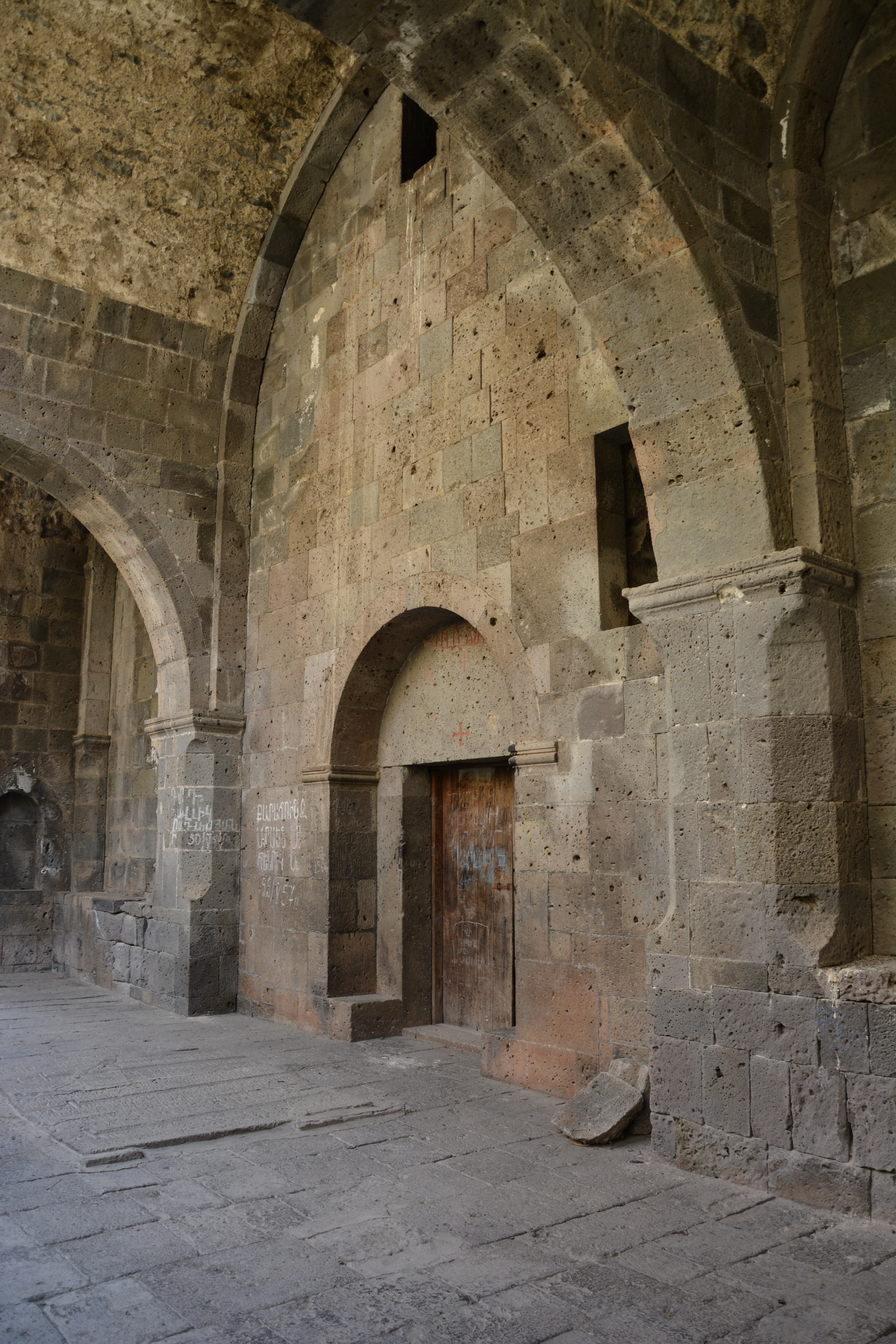
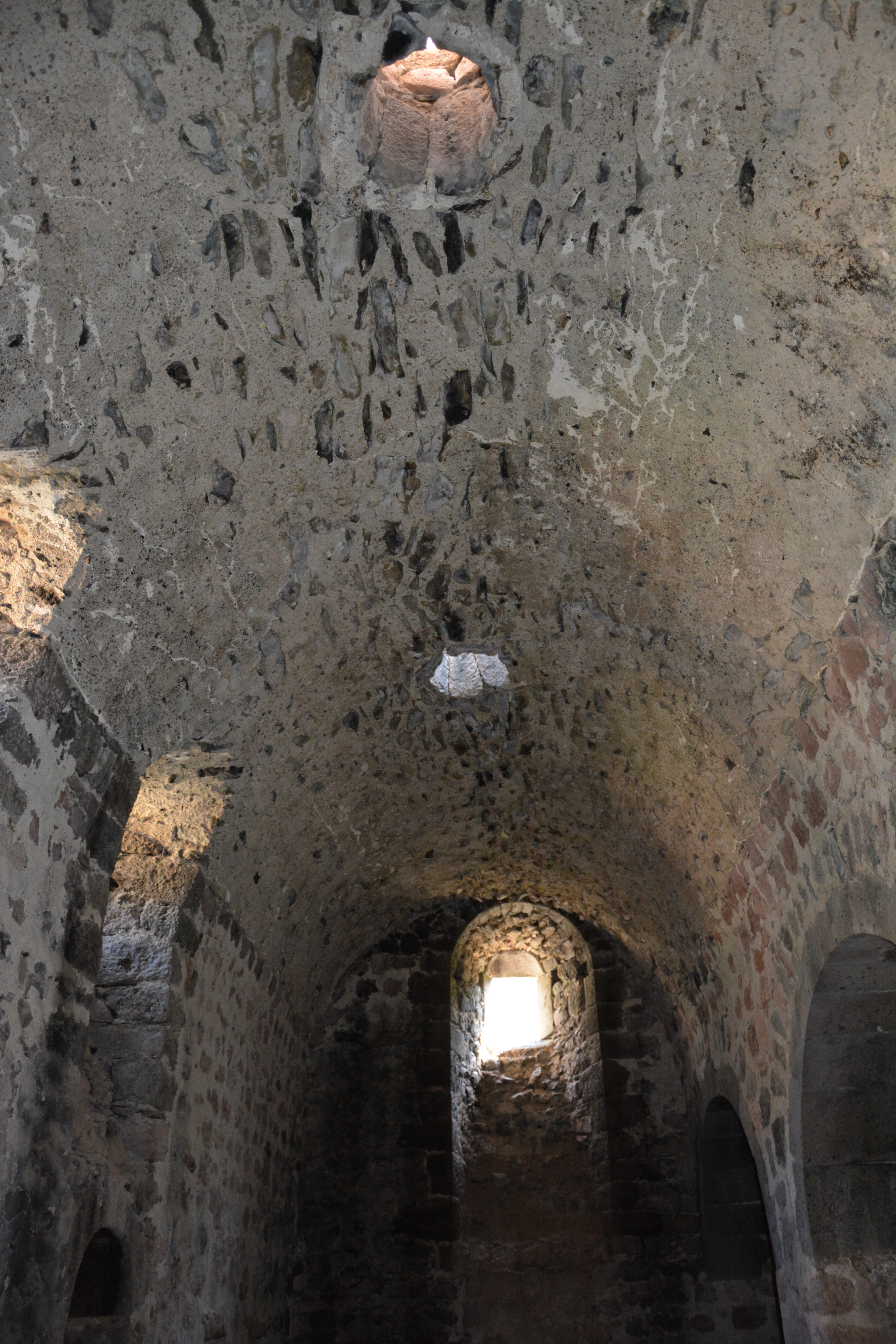
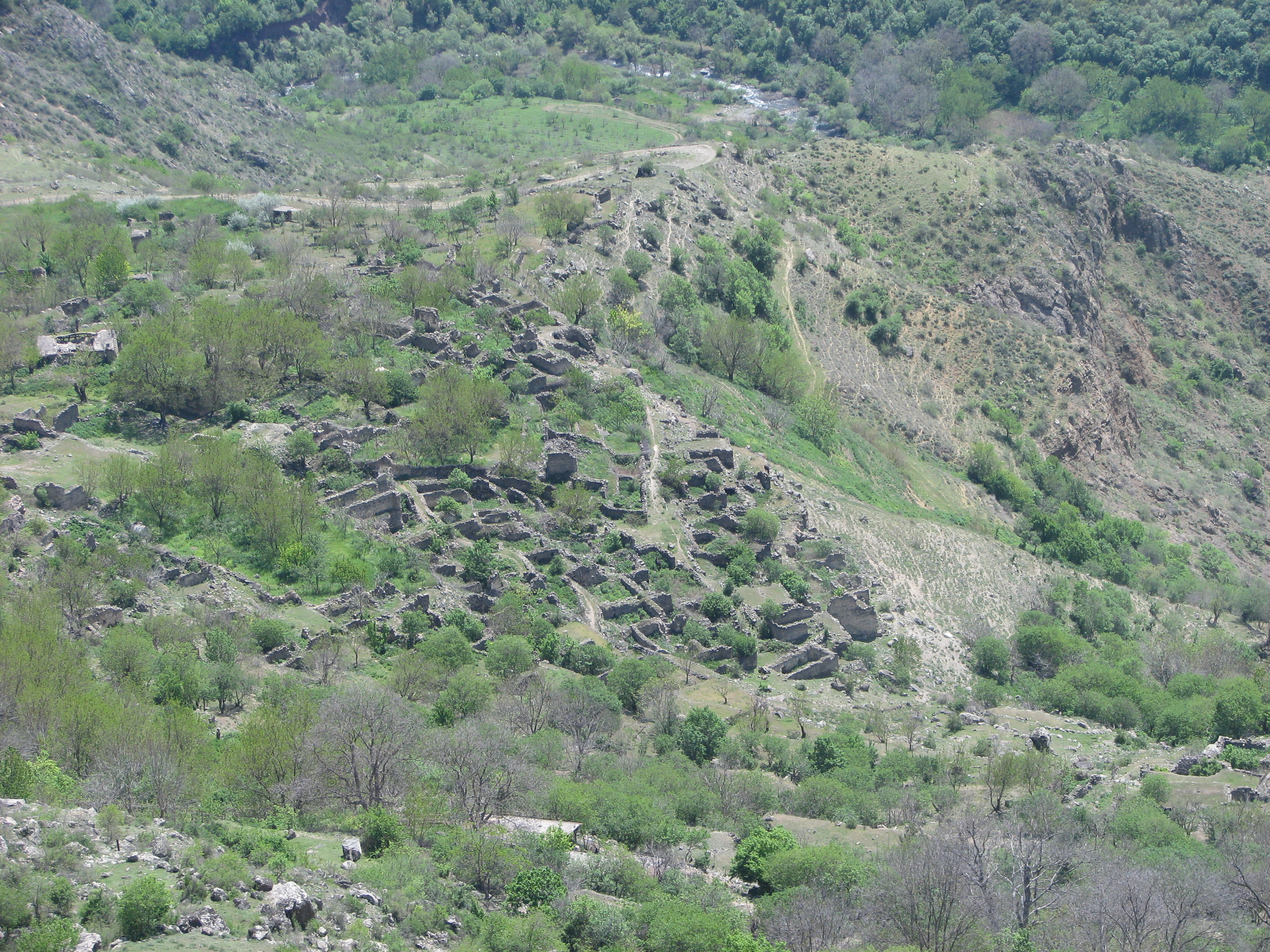